# Austrocotesia exigua
Austrocotesia exigua är en stekelart som beskrevs av Austin och Paul C. Dangerfield 1992. Austrocotesia exigua ingår i släktet Austrocotesia och familjen bracksteklar. Inga underarter finns listade.